# 알브레히트 2세 폰 외스터라이히 공작
알브레히트 2세(Albrecht II, 1298년 12월 12일 – 1358년 8월 16일)는 합스부르크 왕가의 일원으로 현자 또는 절름발이라는 별칭으로 알려져 있다. 1330년부터 오스트리아와 스티리아 공작, 1335년부터 1335년까지 카린티아 공작이자, 그가 죽을 때까지 카르니올라 후작이었다.

## 생애
알브레히트 2세는 독일의 알브레히트 1세와 그의 아내이자 고리치아가 출신인 카린티아의 엘리자베스의 작은 아들로 슈바벤의 합스부르크성에서 태어났다. 그는 처음에 성직자가 되기 위한 준비를 했으며, 아직 미성년자였지만, 1313년에 파사우의 주교로 선출되었다. 그러나 그는 반대 후보와 경쟁해야 했고, 결국 1317년에 그 직위를 사임했다.
1330년 형 프리드리히 공평공(또는 미남공)이 죽은 후, 살아남은 아들 알브레히트 2세와 오토 유쾌공은 오스트리아와 스티리아에 있는 모든 합스부르크 자치령의 공동 통치자가 되었다. 알브레히트는 페레트의 알자스 백국령과 여러 도시로 구성된 땅을 그의 아내 페레트의 요한나가 상속을 받자 재산을 더욱 늘릴 수 있었다. 더욱이 1335년 외삼촌인 카린티아 공작 하인리히가 사망하자 알브레히트는 루트비히 4세 황제에 의해 즉위했을 때, 카린티아 공국과 카르니올라 행진에 대한 권리를 주장하는 데 성공했다. 그의 강력한 룩셈부르크 라이벌 보헤미아의 왕 얀에 의해 제기된 주장에 반대한다.
1335년 교황 베네딕토 12세는 유럽의 세속과 교회 지도자들 사이에서 그의 높은 명성을 반영하여 그에게 교회와 루트비히 황제의 갈등을 중재해 달라고 요청했다. 2년 후, 1337년 프랑스의 필리프 6세는 비텔스바흐가 황제와 잉글랜드의 에드워드 3세에 맞서 도움을 청했다. 그럼에도 불구하고 알브레히트는 1347년 루트비히가 죽을 때까지 황제에게 충성을 다했다. 그는 또한 그의 아들 루트비히 5세 (바이에른공)의 가까운 동맹자였다. 1350년 루돌프 브룬의 군대에 의해 라퍼스빌성이 파괴된 후, 오스트리아 공작은 구스위스 연방을 향해 진군하여 취리히를 포위했지만, 무위로 돌아갔다.
오스트리아에서 알브레히트 공작은 알브레히트티니아 합창단으로 알려진 비엔나의 슈테판 대성당에서 고딕 합창단 조직을 시작했다. 그는 장자 상속의 원칙에 따라 합스부르크 땅의 승계 규칙을 미리 결정하기 위해 “알브레히트 가법”을 정리했다. 그의 사후에는 이 규칙이 무시되었지만, 막시밀리안 황제 치하에서 다시 계승되었다. 1713년 실용주의 인가의 일부로 채택된 알브레히트티누스 가법은 1918년까지 사실상 오스트리아의 기본법 중 하나로 남아 있었다. 스티리아는 그에게 소위 “산악서”(베르그뷔헬)라고 불리는 이전 헙법의 모체가 되었으며, 카린티아도 마찬가지였다.
알브레히트는 다발성 관절염으로 인한 측두마비(그의 별명 “알브레히트 절름발이”를 설명함)를 경험한 것으로 추측된다. 그러나 그 병이 수많은 자녀를 낳는 것을 막지는 못했다. 그중 6명은 어린 시절을 살아남았다.
알브레히트는 1358년 비엔나에서 사망하고 자신이 설립한 수도원인 오늘날의 로어 오스트리아에 있는 가밍 수도원에 묻혔다. 1782년에 가밍 수도원은 신성 로마 제국 황제 요제프 2세에 의해 세속화되었다. 그 당시 알브레히트의 유해는 지역 교구 교회로 옮겨졌다. 1985년 4월, 합스부르크 가문의 수장인 오토 폰 합스부르크의 아내인 레지나 폰 합스부르크와 그녀의 아들 칼 폰 합스부르크가 참석한 행사에서 가밍 수도원으로 돌아왔다.
그의 가법에 따라 알브레히트는 그의 맏아들인 루돌프 4세에 의해 계승되었으며, 그의 동생들은 섭정으로 활동했다. 그러나 1365년 루돌프가 사망한 후 합스부르크 땅은 1379년 노이베르크 조약에 의해 알브레히트의 어린 아들 알브레히트 3세와 레오폴트 3세에게 분할되었다.

## 가족과 자녀
1324년 2월 15일, 알브레히트는 비엔나에서 페레트 백작 울리히 3세의 딸인 페레트 백작부인 요한나와 결혼했다. 부부에게는 다음과 같은 자녀가 있었다.
1. 루돌프 4세, 오스트리아 공작 (1339년 11월 1일, 비엔나 – 1365년 7월 27일, 밀라노 )는 아버지의 뒤를 이어 오스트리아, 스티리아, 카린티아 공작이 되었다. 룩셈부르크의 예카테리나와의 결혼 생활은 아이가 없었다. 그가 죽자 그의 동생인 알브레히트 3세와 레오폴드 3세가 뒤를 이었다.
2. 카트리나 (1342, 비엔나 – 1381년 1월 10일, 비엔나), 비엔나의 성 클라라 수녀원.
3. 마가레트 (1346, 비엔나 – 1366년 1월 14일, 브르노 ), 결혼:
  1. 1359년 9월 4일 파사우에서 고리치아 티롤의 마인하르트 3세 백작;
  2. 1364년 비엔나에서 모라비아의 후작 존 헨리 .
4. 프리드리히 3세 (1347, 비엔나 – 1362, 비엔나). 미혼으로 사망.
5. 알브레히트 3세, 오스트리아 공작 (1349년 9월 9일, 비엔나 – 1395년 8월 29일, 락센부르크 성 ). 룩셈부르크 황제 카를 4세의 딸인 보헤미아의 엘리자베스와의 첫 번째 결혼은 자녀가 없었다. 둘째, 그는 호엔촐레른가 성백 프리드리히 5세의 딸인 뉘른베르크의 베아트릭스와 결혼했다. 합스부르크 알브레히트티누스 계통의 조상.
6. 레오폴트 3세 (1351년 11월 1일, 비엔나 – 1386년 7월 9일, 셈파흐 ). 밀라노의 영주인 바르나보 비스콘티의 둘째 딸인 비리디스 비스콘티와 결혼했다. 합스부르크 레오폴트 계보의 조상.